# مرحلة المجموعات في دوري أبطال آسيا 2007
أقيمت مرحلة المجموعات في دوري أبطال آسيا 2007 في الفترة من 7 مارس إلى 23 مايو 2007. وتنافس في مرحلة المجموعات 27 فريقا لتحديد المراكز السبعة في مرحلة خروج المغلوب من دوري أبطال آسيا 2007.

## المجموعات

### المجموعة أ
| الفريق       | لعب | ف | ت | خ | أ.له | أ.ع | أ.ف | نقاط |
| ------------ | --- | - | - | - | ---- | --- | --- | ---- |
| الوحدة       | 6   | 4 | 1 | 1 | 13   | 6   | +7  | 13   |
| نادي الزوراء | 6   | 3 | 2 | 1 | 9    | 6   | +3  | 11   |
| العربي       | 6   | 2 | 1 | 3 | 10   | 12  | −2  | 7    |
| نادي الريان  | 6   | 0 | 2 | 4 | 3    | 11  | −8  | 2    |

| العربي | 0–1      | نادي الزوراء   |
| ------ | -------- | -------------- |
|        | (Report) | مسلم مبارك 66' |

| نادي الريان | 0–1      | الوحدة              |
| ----------- | -------- | ------------------- |
|             | (Report) | محمد سعيد الشحي 81' |

| الوحدة                                                              | 4–1      | العربي        |
| ------------------------------------------------------------------- | -------- | ------------- |
| مامادو باغايوكو 40' 56' (ركلة.) · صالح المنهالي 63' · بشير سعيد 68' | (Report) | محمد جراغ 35' |

| نادي الزوراء | 0–0      | نادي الريان |
| ------------ | -------- | ----------- |
|              | (Report) |             |

| نادي الزوراء     | 1–2      | الوحدة                              |
| ---------------- | -------- | ----------------------------------- |
| أحمد عبد علي 46' | (Report) | عبد الرحيم جمعة 13' · بشير سعيد 74' |

| العربي               | 1–1      | نادي الريان   |
| -------------------- | -------- | ------------- |
| Jarrah Al Zuhair 60' | (Report) | عادل لامي 52' |

| نادي الريان      | 1–3      | العربي                              |
| ---------------- | -------- | ----------------------------------- |
| تياغو ريبيرو 44' | (report) | خالد خلف 25' · فراس الخطيب 63'، 69' |

| الوحدة              | 1–1      | نادي الزوراء  |
| ------------------- | -------- | ------------- |
| عبد الرحيم جمعة 57' | (report) | حيدر صباح 75' |

| نادي الزوراء                                      | 3–2      | العربي               |
| ------------------------------------------------- | -------- | -------------------- |
| وسام كاظم 21' · Ahmad Ibrahim 70' · نواف فلاح 78' | (Report) | فراس الخطيب 50'، 84' |

| الوحدة                                                                      | 3–0      | نادي الريان |
| --------------------------------------------------------------------------- | -------- | ----------- |
| نوربرتو ماوريتو 8' · حيدر ألو علي 30' (ركلة.) · مامادو باغايوكو 76' (ركلة.) | (Report) |             |

| العربي                                                   | 3–2      | الوحدة                            |
| -------------------------------------------------------- | -------- | --------------------------------- |
| خالد عبد القدوس 6' · خالد خلف 55' · Jarrah Al Zuhair 87' | (Report) | Saeed Salem 23' · Yaser Matar 90' |

| نادي الريان      | 1–3      | نادي الزوراء                                                  |
| ---------------- | -------- | ------------------------------------------------------------- |
| Saoud Khames 75' | (Report) | سلمان مصبح 13' (ه.ذ.) · Abdul-Salam Abood 26' · حيدر صباح 34' |

### المجموعة ب
| الفريق                 | لعب | ف | ت | خ | أ.له | أ.ع | أ.ف | نقاط |
| ---------------------- | --- | - | - | - | ---- | --- | --- | ---- |
| نادي الهلال (السعودية) | 4   | 2 | 2 | 0 | 5    | 1   | +4  | 8    |
| باختاكور طشقند         | 4   | 2 | 0 | 2 | 3    | 5   | −2  | 6    |
| نادي الكويت            | 4   | 0 | 2 | 2 | 2    | 4   | −2  | 2    |
| نادي استقلال طهران     | 0   | 0 | 0 | 0 | 0    | 0   | 0   | 0    |

1. ↑  وقد تم إستبعاد فريق الاستقلال لعدم تقديمه قائمة اللاعبين في الوقت المحدد.

| نادي الهلال (السعودية) | 1–1      | نادي الكويت |
| ---------------------- | -------- | ----------- |
| Rodrigão 16'           | (Report) | فهد عوض 90' |

| نادي الكويت | 0–1      | باختاكور طشقند      |
| ----------- | -------- | ------------------- |
|             | (Report) | ألكسندر كليسكوف 69' |

| باختاكور طشقند | 0–2      | نادي الهلال (السعودية)         |
| -------------- | -------- | ------------------------------ |
|                | (Report) | عمر الغامدي 54' · Rodrigão 59' |

| نادي الهلال (السعودية)   | 2–0      | باختاكور طشقند |
| ------------------------ | -------- | -------------- |
| Rodrigão 30' 90' (ركلة.) | (report) |                |

| نادي الكويت | 0–0      | نادي الهلال (السعودية) |
| ----------- | -------- | ---------------------- |
|             | (Report) |                        |

| باختاكور طشقند                         | 2–1      | نادي الكويت  |
| -------------------------------------- | -------- | ------------ |
| اوشي ايهريوم 45' · شاهبوز ايركينوف 59' | (Report) | فرج لهيب 71' |

### المجموعة ج
| الفريق               | لعب | ف | ت | خ | أ.له | أ.ع | أ.ف | نقاط |
| -------------------- | --- | - | - | - | ---- | --- | --- | ---- |
| نادي الكرامة (سوريا) | 6   | 3 | 2 | 1 | 11   | 7   | +4  | 11   |
| نادي نيفتشي فرغانة   | 6   | 3 | 1 | 2 | 6    | 7   | −1  | 10   |
| نادي النجف           | 6   | 2 | 2 | 2 | 9    | 8   | +1  | 8    |
| نادي السد (قطر)      | 6   | 1 | 1 | 4 | 6    | 10  | −4  | 4    |

| نادي الكرامة (سوريا)                            | 2–1      | نادي السد (قطر) |
| ----------------------------------------------- | -------- | --------------- |
| Senghor Koupouleni 70' · Abdalrahman Akkari 85' | (Report) | ماجد محمد 22'   |

| نادي النجف | 0–1      | نادي نيفتشي فرغانة |
| ---------- | -------- | ------------------ |
|            | (Report) | أكمل خولماتوف 71'  |

| نادي السد (قطر)  | 1–4      | نادي النجف                                                         |
| ---------------- | -------- | ------------------------------------------------------------------ |
| طلال البلوشي 45' | (Report) | Aqeel Mohammed 47' · سعيد محسن علي 55' 86' (ركلة.) · كرار جاسم 70' |

| نادي نيفتشي فرغانة                        | 2–1      | نادي الكرامة (سوريا) |
| ----------------------------------------- | -------- | -------------------- |
| Anvar Berdiev 27' · أوتاكوزييف نوزبكي 77' | (Report) | فراس إسماعيل 32'     |

| نادي السد (قطر)                     | 2–0      | نادي نيفتشي فرغانة |
| ----------------------------------- | -------- | ------------------ |
| خلفان إبراهيم 65' · إيمرسون شيخ 75' | (Report) |                    |

| نادي الكرامة (سوريا) | 1–1      | نادي النجف             |
| -------------------- | -------- | ---------------------- |
| فهد عودة 90' (ركلة.) | (Report) | Falah Hasan Kadhim 71' |

| نادي النجف                                          | 2–4      | نادي الكرامة (سوريا)                                         |
| --------------------------------------------------- | -------- | ------------------------------------------------------------ |
| سعيد محسن علي 7' (ركلة.) · Qassim Faraj 86' (ركلة.) | (Report) | جهاد الحسين 46'، 52' · فهد عودة 50' · Senghor Koupouleni 65' |

| نادي نيفتشي فرغانة                      | 2–1      | نادي السد (قطر) |
| --------------------------------------- | -------- | --------------- |
| Iqboljon Akramov 1' · Nasim Shoimov 41' | (Report) | إيمرسون شيخ 17' |

| نادي السد (قطر) | 1–1      | نادي الكرامة (سوريا) |
| --------------- | -------- | -------------------- |
| علي ناصر 16'    | (Report) | إياد مندو 44'        |

| نادي نيفتشي فرغانة | 1–1      | نادي النجف       |
| ------------------ | -------- | ---------------- |
| أكمل خولماتوف 43'  | (Report) | Ali Mohammed 60' |

| نادي الكرامة (سوريا) | 2–0      | نادي نيفتشي فرغانة |
| -------------------- | -------- | ------------------ |
| إياد مندو 12'، 50'   | (Report) |                    |

| نادي النجف        | 1–0      | نادي السد (قطر) |
| ----------------- | -------- | --------------- |
| سعيد محسن علي 78' | (Report) |                 |

### المجموعة د
| الفريق                 | لعب | ف | ت | خ | أ.له | أ.ع | أ.ف | نقاط |
| ---------------------- | --- | - | - | - | ---- | --- | --- | ---- |
| نادي سباهان أصفهان     | 6   | 4 | 1 | 1 | 12   | 5   | +7  | 13   |
| نادي الشباب (السعودية) | 6   | 3 | 1 | 2 | 9    | 3   | +6  | 10   |
| نادي العين             | 6   | 1 | 3 | 2 | 5    | 8   | −3  | 6    |
| نادي الاتحاد (سوريا)   | 6   | 0 | 3 | 3 | 3    | 13  | −10 | 3    |

| نادي سباهان أصفهان      | 2–1      | نادي الاتحاد (سوريا) |
| ----------------------- | -------- | -------------------- |
| مهدي سيد صالحي 19'، 29' | (Report) | أنس صاري ‏ 12'        |

| نادي العين | 0–2      | نادي الشباب (السعودية)               |
| ---------- | -------- | ------------------------------------ |
|            | (Report) | غودوين أترام 45' · وليد الجيزاني 72' |

| نادي الشباب (السعودية) | 0–1      | نادي سباهان أصفهان |
| ---------------------- | -------- | ------------------ |
|                        | (Report) | مهدي سيد صالحي 83' |

| نادي الاتحاد (سوريا) | 0–0      | نادي العين |
| -------------------- | -------- | ---------- |
|                      | (Report) |            |

| نادي الشباب (السعودية)                                                       | 4–0      | نادي الاتحاد (سوريا) |
| ---------------------------------------------------------------------------- | -------- | -------------------- |
| Abdullah Al Dosari 35'، 48' · ناجي مجرشي 60' (ركلة.) · Waleed Al-Gizanii 79' | (Report) |                      |

| نادي العين                                             | 3–2      | نادي سباهان أصفهان                |
| ------------------------------------------------------ | -------- | --------------------------------- |
| علي الوهيبي 6' · Msalam Faiez 44' · Frank Ongfiang 84' | (Report) | مهدي سيد صالحي 8' · عماد محمد 65' |

| نادي سباهان أصفهان | 1–1      | نادي العين        |
| ------------------ | -------- | ----------------- |
| حسين بابي 49'      | (Report) | هوار ملا محمد 86' |

| نادي الاتحاد (سوريا) | 1–1      | نادي الشباب (السعودية) |
| -------------------- | -------- | ---------------------- |
| عمار ريحاوي 36'      | (Report) | أحمد عطيف 65'          |

| نادي الشباب (السعودية)                    | 2–0      | نادي العين |
| ----------------------------------------- | -------- | ---------- |
| Abdullah Al Astaa 59' · وليد الجيزاني 88' | (Report) |            |

| نادي الاتحاد (سوريا) | 0–5      | نادي سباهان أصفهان                                                                |
| -------------------- | -------- | --------------------------------------------------------------------------------- |
|                      | (Report) | عبد الوهاب أبو الهيل 10' · محمد نوري (لاعب كرة قدم) 40'، 55' · عماد محمد 70'، 90' |

| نادي العين        | 1–1      | نادي الاتحاد (سوريا) |
| ----------------- | -------- | -------------------- |
| Ghareeb Hareb 53' | (Report) | أنس صاري ‏ 90'        |

| نادي سباهان أصفهان | 1–0      | نادي الشباب (السعودية) |
| ------------------ | -------- | ---------------------- |
| مهدي سيد صالحي 33' | (Report) |                        |

### المجموعة هـ
| الفريق                  | لعب | ف | ت | خ | أ.له | أ.ع | أ.ف | نقاط |
| ----------------------- | --- | - | - | - | ---- | --- | --- | ---- |
| أوراوا رد دايموندز      | 6   | 2 | 4 | 0 | 9    | 5   | +4  | 10   |
| سيدني إف سي             | 6   | 2 | 3 | 1 | 8    | 5   | +3  | 9    |
| Persik Kediri           | 6   | 2 | 1 | 3 | 6    | 16  | −10 | 7    |
| شانغهاي غرينلاند شينهوا | 6   | 1 | 2 | 3 | 7    | 4   | +3  | 5    |

| شانغهاي غرينلاند شينهوا | 1–2      | سيدني إف سي                    |
| ----------------------- | -------- | ------------------------------ |
| جي هيو 78'              | (Report) | ستيف كوريكا 8' · أوفوك طلا 23' |

| أوراوا رد دايموندز                                        | 3–0      | Persik Kediri |
| --------------------------------------------------------- | -------- | ------------- |
| نوبوهيسا يامادا 12' · يويتشيرو ناغاي 45' · شينجي أونو 76' | (Report) |               |

| Persik Kediri          | 1–0      | شانغهاي غرينلاند شينهوا |
| ---------------------- | -------- | ----------------------- |
| Bertha Yuana Putra 71' | (Report) |                         |

| سيدني إف سي                            | 2–2      | أوراوا رد دايموندز                    |
| -------------------------------------- | -------- | ------------------------------------- |
| ديفيد كارني 1' · أوفوك طلا 23' (ركلة.) | (Report) | روبسون بونتي 30' · يويتشيرو ناغاي 55' |

| أوراوا رد دايموندز | 1–0      | شانغهاي غرينلاند شينهوا |
| ------------------ | -------- | ----------------------- |
| يوكي آبي 45'       | (Report) |                         |

| Persik Kediri                               | 2–1      | سيدني إف سي    |
| ------------------------------------------- | -------- | -------------- |
| Aris Budi Prasetyo 25' · بودي سودارسونو 70' | (Report) | ستيف كوريكا 8' |

| شانغهاي غرينلاند شينهوا | 0–0      | أوراوا رد دايموندز |
| ----------------------- | -------- | ------------------ |
|                         | (Report) |                    |

| سيدني إف سي                             | 3–0      | Persik Kediri |
| --------------------------------------- | -------- | ------------- |
| ستيف كوريكا 54'، 90' · أليكس بروسكي 73' | (Report) |               |

| Persik Kediri                                         | 3–3      | أوراوا رد دايموندز                                      |
| ----------------------------------------------------- | -------- | ------------------------------------------------------- |
| كريستيان غونزالس 23' (ركلة.) 31' · بودي سودارسونو 83' | (Report) | شينجي أونو 9' (ركلة.) · روبسون بونتي 50' · يوكي آبي 62' |

| سيدني إف سي | 0–0          | شانغهاي غرينلاند شينهوا |
| ----------- | ------------ | ----------------------- |
|             | (Report 1 2) |                         |

| أوراوا رد دايموندز | 0–0      | سيدني إف سي |
| ------------------ | -------- | ----------- |
|                    | (Report) |             |

| شانغهاي غرينلاند شينهوا                                                 | 6–0      | Persik Kediri |
| ----------------------------------------------------------------------- | -------- | ------------- |
| جي هيو 8' · غاو لين 25' · دييغو ألونسو 79'، 87'، 90' · سرجيو بلانكو 86' | (Report) |               |

### المجموعة و
| الفريق            | لعب | ف | ت | خ | أ.له | أ.ع | أ.ف | نقاط |
| ----------------- | --- | - | - | - | ---- | --- | --- | ---- |
| كاواساكي فرونتال  | 6   | 5 | 1 | 0 | 15   | 4   | +11 | 16   |
| Chunnam Dragons   | 6   | 3 | 1 | 2 | 7    | 8   | −1  | 10   |
| نادي آريما كرونوس | 6   | 1 | 1 | 4 | 2    | 9   | −7  | 4    |
| بانكوك يونايتد    | 6   | 0 | 3 | 3 | 4    | 7   | −3  | 3    |

| بانكوك يونايتد | 0–0      | Chunnam Dragons |
| -------------- | -------- | --------------- |
|                | (Report) |                 |

| نادي آريما كرونوس | 1–3      | كاواساكي فرونتال                                           |
| ----------------- | -------- | ---------------------------------------------------------- |
| إيلي أيبوي 12'    | (Report) | ماجنوم رافاييل فارياس تافاريس 1'، 73' · كينغو ناكامورا 82' |

| Chunnam Dragons                                | 2–0      | نادي آريما كرونوس |
| ---------------------------------------------- | -------- | ----------------- |
| Kim Tae-Su 48' · ساندرو كاردوسو دوس سانتوس 82' | (Report) |                   |

| كاواساكي فرونتال           | 1–1      | بانكوك يونايتد      |
| -------------------------- | -------- | ------------------- |
| باتيبارن فيتفون 78' (ه.ذ.) | (Report) | سوريي دومتايسونغ 7' |

| Chunnam Dragons | 1–3      | كاواساكي فرونتال                                                                            |
| --------------- | -------- | ------------------------------------------------------------------------------------------- |
| غانغ من سو 90'  | (Report) | كارلوس ألبرتو كارفاليو دوس أنغوس جونيور 29' (ركلة.) 70' · ماجنوم رافاييل فارياس تافاريس 57' |

| بانكوك يونايتد | 0–0      | نادي آريما كرونوس |
| -------------- | -------- | ----------------- |
|                | (Report) |                   |

| نادي آريما كرونوس | 1–0      | بانكوك يونايتد |
| ----------------- | -------- | -------------- |
| برونو كاسيمير 56' | (Report) |                |

| كاواساكي فرونتال                                                   | 3–0      | Chunnam Dragons |
| ------------------------------------------------------------------ | -------- | --------------- |
| كارلوس ألبرتو كارفاليو دوس أنغوس جونيور 25' · جونغ تاي سي 81'، 87' | (Report) |                 |

| Chunnam Dragons                           | 3–2      | بانكوك يونايتد                                  |
| ----------------------------------------- | -------- | ----------------------------------------------- |
| كيم سونغ هيون 28' · Song Tae-Lim 79'، 90' | (Report) | Kittisak Siriwaen 11' · Kraisorn Pancharoen 39' |

| كاواساكي فرونتال                         | 3–0      | نادي آريما كرونوس |
| ---------------------------------------- | -------- | ----------------- |
| كينغو ناكامورا 4'، 70' · تاكو هارادا 80' | (Report) |                   |

| بانكوك يونايتد        | 1–2      | كاواساكي فرونتال                       |
| --------------------- | -------- | -------------------------------------- |
| Ekkaphan Petvises 40' | (Report) | تاكو هارادا 17' · تاكاهيسا نيشياما 63' |

| نادي آريما كرونوس | 0–1      | Chunnam Dragons  |
| ----------------- | -------- | ---------------- |
|                   | (Report) | جو كوانغ يون 47' |

### المجموعة ز
| الفريق                | لعب | ف | ت | خ | أ.له | أ.ع | أ.ف | نقاط |
| --------------------- | --- | - | - | - | ---- | --- | --- | ---- |
| نادي سونغنام          | 6   | 4 | 1 | 1 | 13   | 6   | +7  | 13   |
| شاندونغ لونينغ        | 6   | 4 | 1 | 1 | 12   | 8   | +4  | 13   |
| أديلايد يونايتد       | 6   | 2 | 2 | 2 | 9    | 6   | +3  | 8    |
| Gach Dong Tam Long An | 6   | 0 | 0 | 6 | 4    | 18  | −14 | 0    |

| أديلايد يونايتد | 0–1      | شاندونغ لونينغ            |
| --------------- | -------- | ------------------------- |
|                 | (Report) | مايكل فالكانيس 47' (ه.ذ.) |

| نادي سونغنام                                                                   | 4–1      | Gach Dong Tam Long An |
| ------------------------------------------------------------------------------ | -------- | --------------------- |
| جواو سواريز دا موتا نيتو 9' 69' (ركلة.) · Kim Dong-hyun 70' · ادريان نياغا 81' | (Report) | Kabanga Tshamala 87'  |

| شاندونغ لونينغ                                    | 2–1      | نادي سونغنام      |
| ------------------------------------------------- | -------- | ----------------- |
| أليكساندر زيفكوفيتش 62' (ركلة.) · وانغ يونغبو 78' | (Report) | تشو بيونغ كوك 77' |

| Gach Dong Tam Long An | 0–2      | أديلايد يونايتد                  |
| --------------------- | -------- | -------------------------------- |
|                       | (Report) | فرناندو ريش 18' · ترافيس دود 30' |

| شاندونغ لونينغ                                     | 4–0      | Gach Dong Tam Long An |
| -------------------------------------------------- | -------- | --------------------- |
| هان بينغ 42'، 52' · وانغ يونغبو 54' · لي جينيو 74' | (Report) |                       |

| أديلايد يونايتد                  | 2–2      | نادي سونغنام                                     |
| -------------------------------- | -------- | ------------------------------------------------ |
| فرناندو ريش 48' · بروس دجيتي 55' | (Report) | Kim Dong-hyun 57' · جواو سواريز دا موتا نيتو 75' |

| نادي سونغنام      | 1–0      | أديلايد يونايتد |
| ----------------- | -------- | --------------- |
| تشوي سونغ كوك 29' | (Report) |                 |

| Gach Dong Tam Long An                        | 2–3      | شاندونغ لونينغ                      |
| -------------------------------------------- | -------- | ----------------------------------- |
| Kabanga Tshamala 14' · Nguyễn Việt Thắng 36' | (Report) | وانغ يونغبو 29' · لي جينيو 49'، 90' |

| شاندونغ لونينغ           | 2–2      | أديلايد يونايتد                          |
| ------------------------ | -------- | ---------------------------------------- |
| لي وي 39' · شو تشانغ 56' | (Report) | فرناندو ريش 36' (ركلة.) · ناثان برنز 48' |

| Gach Dong Tam Long An | 1–2      | نادي سونغنام                                     |
| --------------------- | -------- | ------------------------------------------------ |
| فان فان تاي إيم 45'   | (Report) | جواو سواريز دا موتا نيتو 17' · تشوي سونغ كوك 83' |

| أديلايد يونايتد         | 3–0      | Gach Dong Tam Long An |
| ----------------------- | -------- | --------------------- |
| ترافيس دود 7'، 22'، 49' | (Report) |                       |

| نادي سونغنام                                                      | 3–0      | شاندونغ لونينغ |
| ----------------------------------------------------------------- | -------- | -------------- |
| Kim Dong-hyun 37' · سون داي هو 42' · جواو سواريز دا موتا نيتو 71' | (Report) |                |